# گریس تاون، استرالیای غربی
گریس تاون (به انگلیسی: Gracetown) یک شهرک در استرالیا است که در استرالیای غربی واقع شده‌است.